# Grasgelee
Grasgelee (chinesisch 燒仙草 / 烧仙草, Pinyin Shāoxiāncǎo, englisch grass jelly) ist ein traditionelles chinesisches Dessert auf der Basis der Pflanzenart Platostoma palustre Blume (Syn. Mesona chinensis Benth.) aus der Familie der Lippenblütler (Lamiaceae). Dieses Dessert wird vor allem in den südlichen Regionen Chinas, Taiwan, Hongkong, Macau und verschiedenen südostasiatischen Ländern zubereitet und ist besonders beliebt als kühlender Snack im heißen Sommer.
Ähnlich verwendet werden Melastoma polyanthum, Cyclea barbata und Cocculus orbiculatus sowie verschiedene Stephania-Arten wie Stephania japonica (Stephania hernandiifolia) und Stephania capitata. Diese Arten werden auch außerhalb Chinas verwendet.

## Zubereitungsarten
In der Grundzubereitung werden Sprossachse und Laubblätter von Platostoma palustre mit Wasser vermischt, verkocht und anschließend die Brühe mehrmals gesiebt. Unter Hinzufügung von Stärke wird die Flüssigkeit verrührt und die abgekühlte Brühe erhärtet zu einer geleeartigen Masse. Das fertige Grasgelee ist gewöhnlich schwärzlich mit einem leicht bitteren Geschmack. Farbiges Grasgelee wird mit Lebensmittelfarbe versetzt. Es kann in vielerlei Formen geschnitten werden. Oft werden die Geleestücke in Würfel geschnitten und mit Eis, frischem Obst, Zucker, Honig, Zitronensaft, Soja- oder Kondensmilch gegessen.
Im Winter wird Grasgelee auch als warme Speise und mit Adzukibohnen, Mungbohnen oder Erdnüssen gegessen. Diese Zubereitung ist vor allem in Taiwan verbreitet. Zudem wird Grasgelee auch mit Wasser, Sirup, Limonade oder Sojamilch vermengt und als Erfrischungsgetränk genossen, oder als Kügelchen dem Bubble Tea beigefügt.
Meist wird Grasgelee in den gastronomischen Betrieben und im Haushalt frisch zubereitet. Industriell gibt es Grasgelee auch als Konserven und ist in asiatischen Supermärkten erhältlich.

## Galerie

Verschiedene Grasgelee-Süßspeisen – 燒仙草甜品
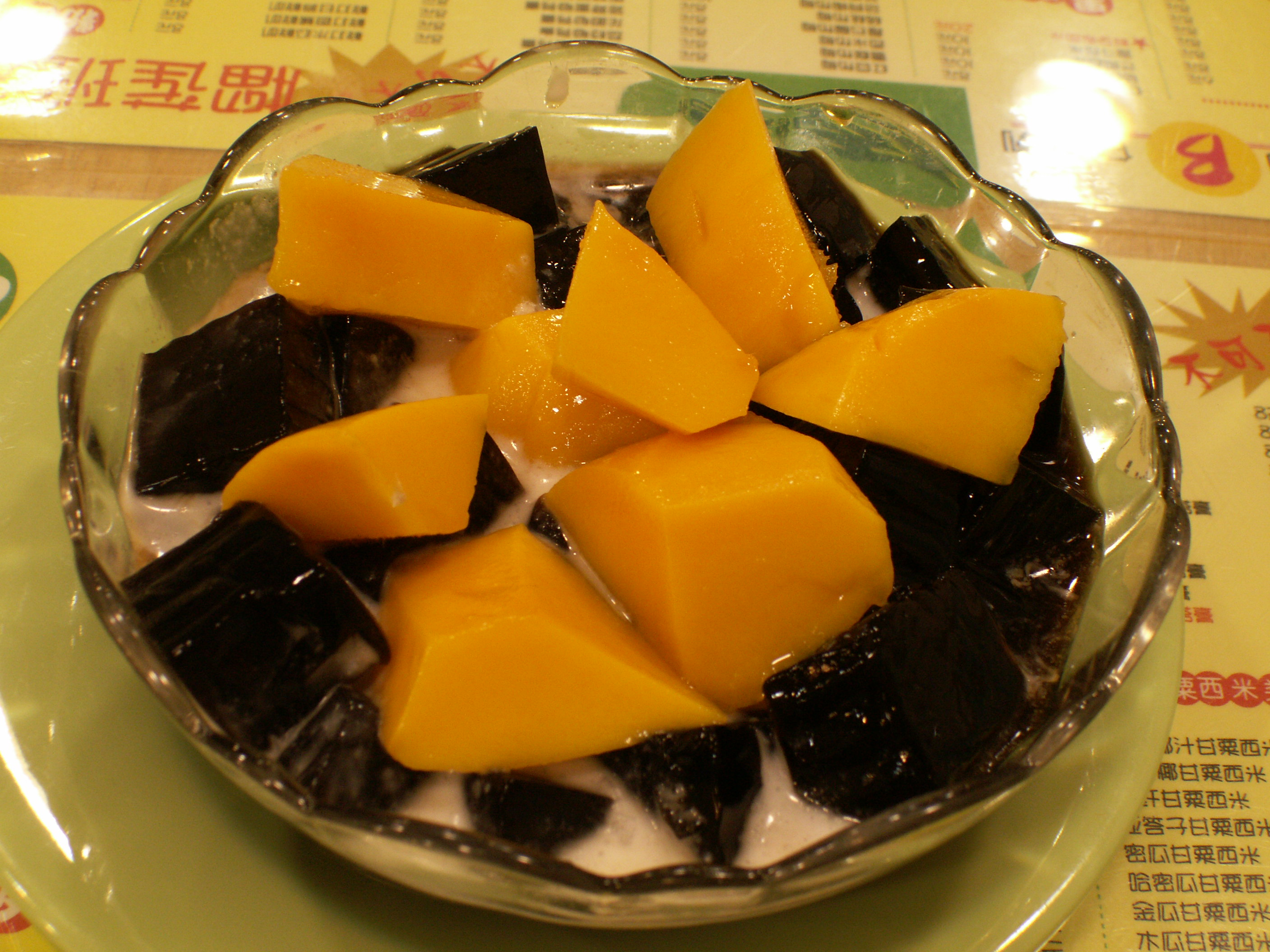
Kühlendes Grasgelee-Mango-„Pudding“  a
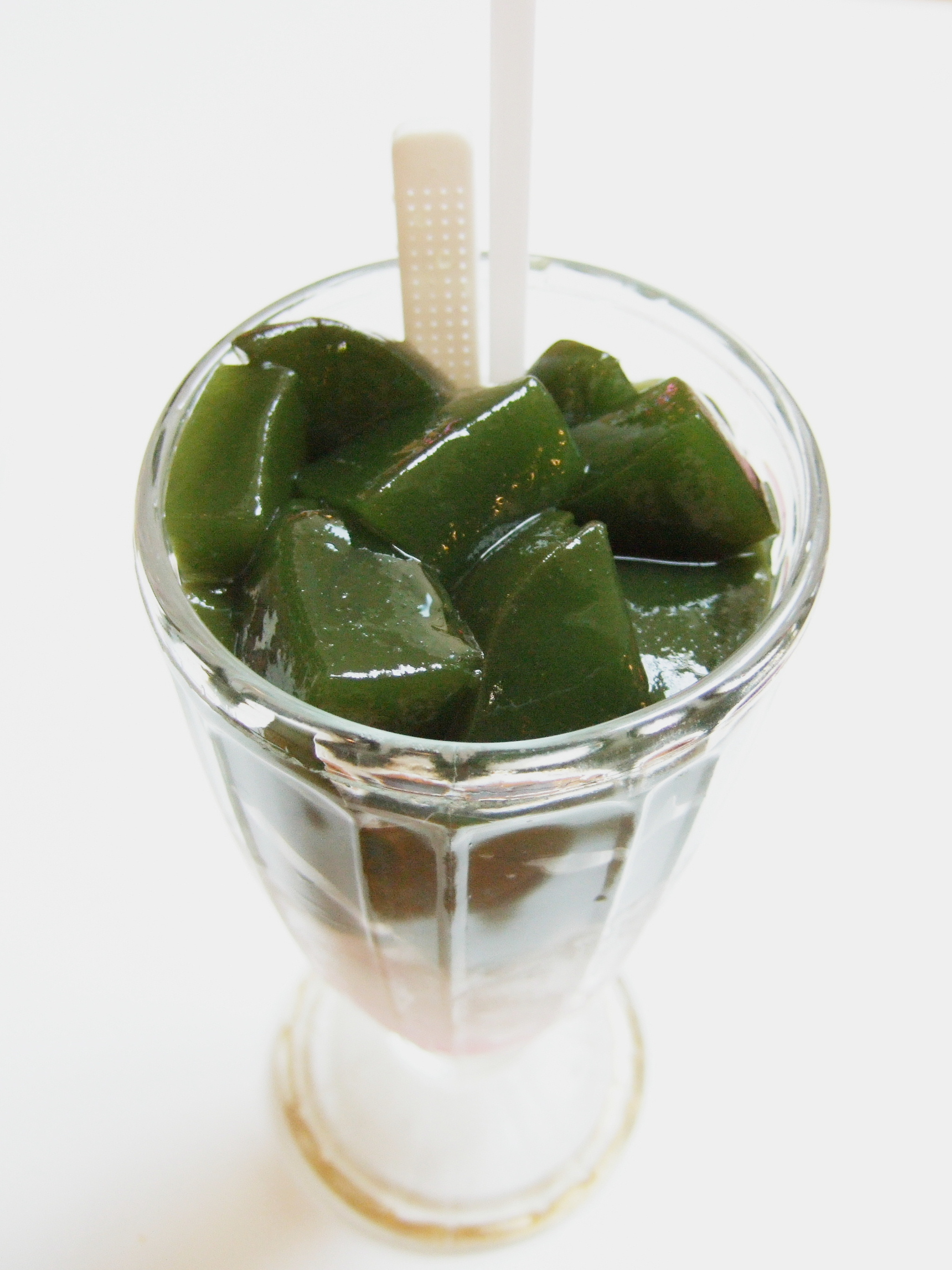
Grünes Grasgelee  b
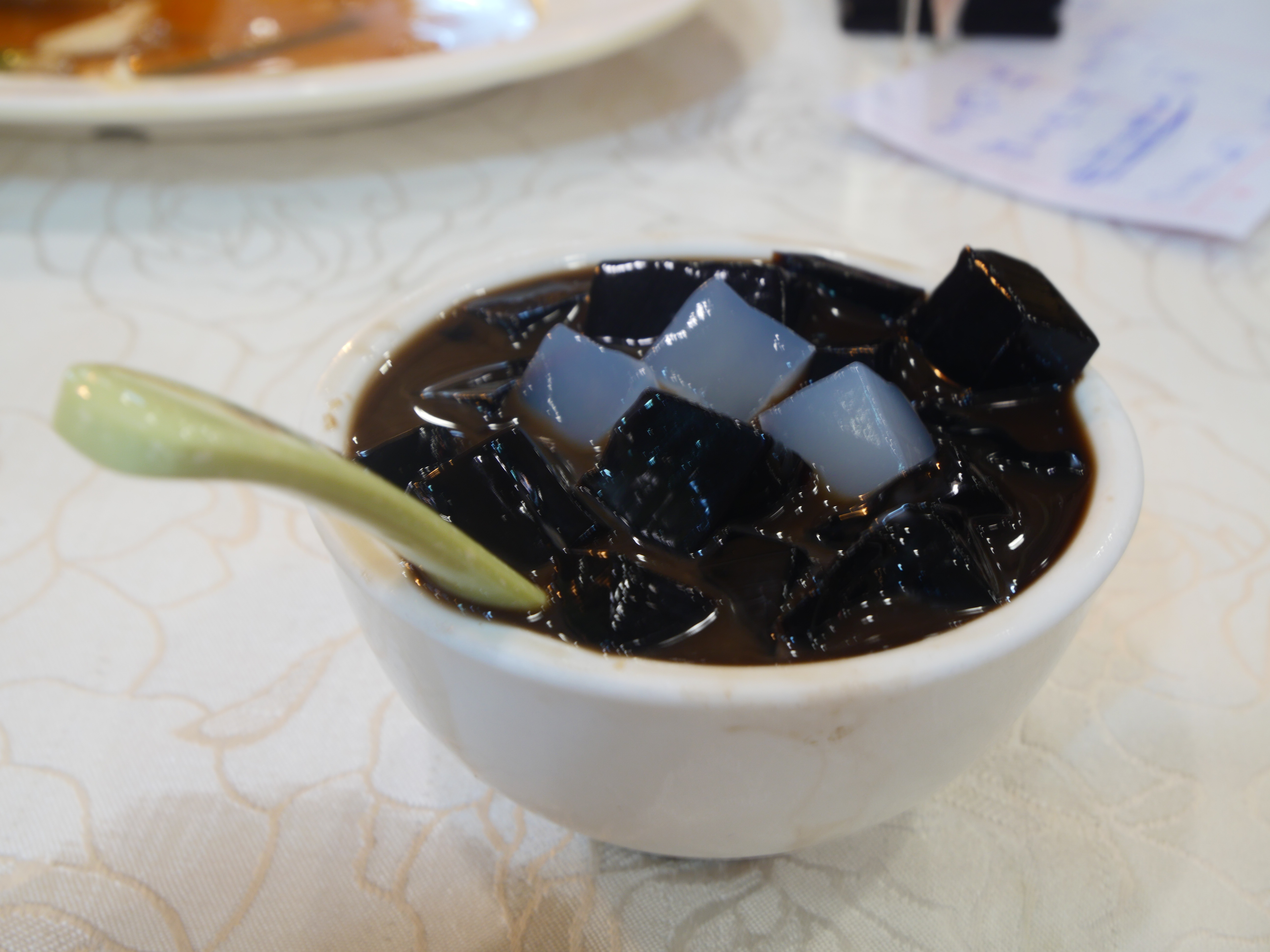
Grasgelee mit Zuckersirup  a
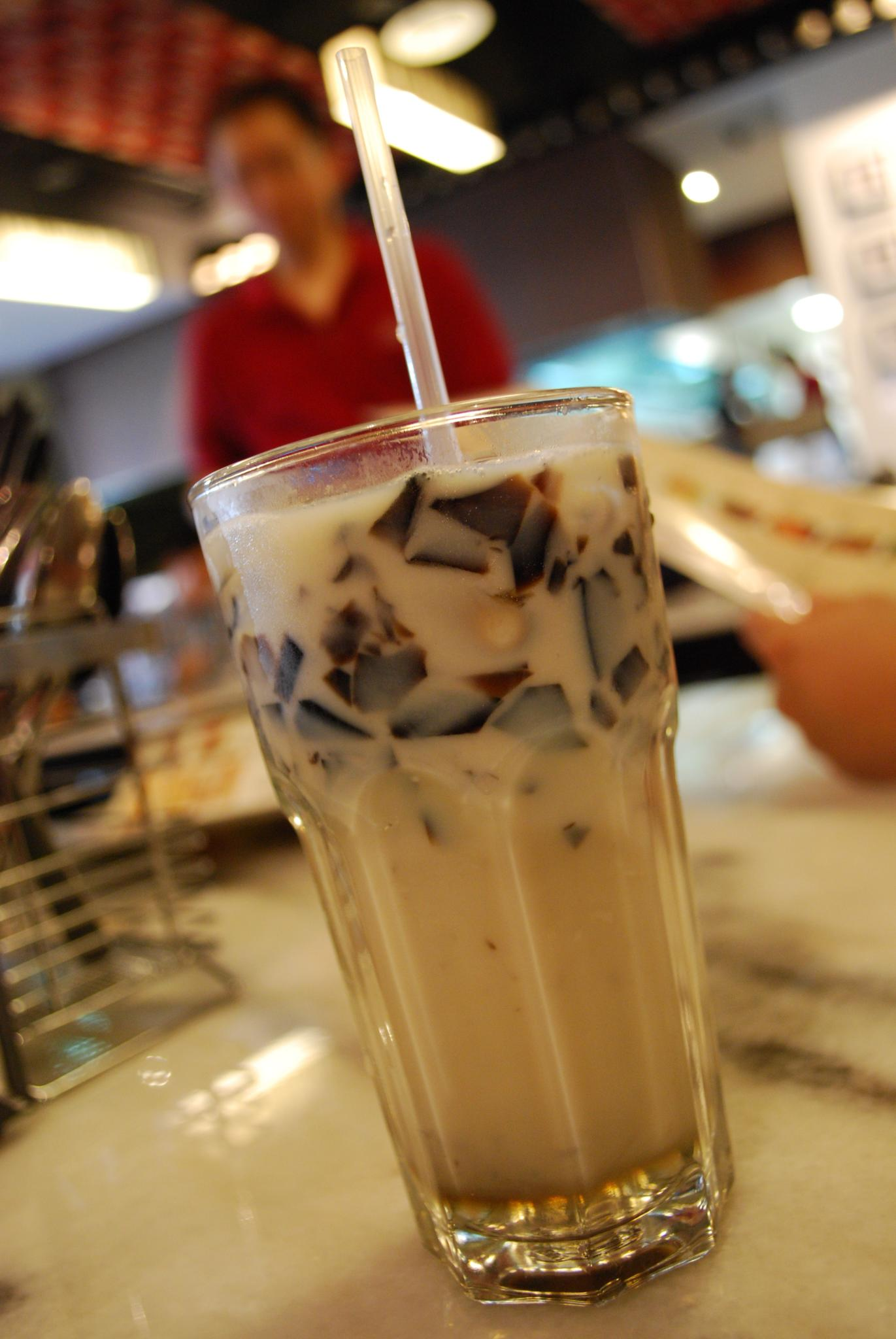
In Sojamilch  a
Als Dosengetränk, Japan  a
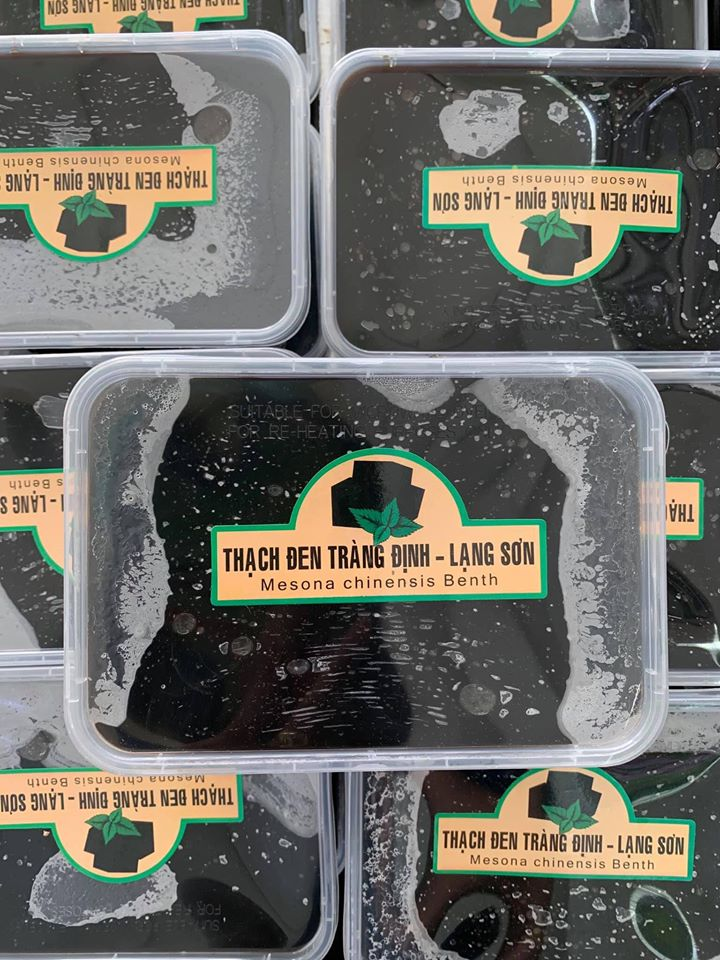
In Kunststoff verpackt, Vietnam  a

Fußnote